# Revanšismus

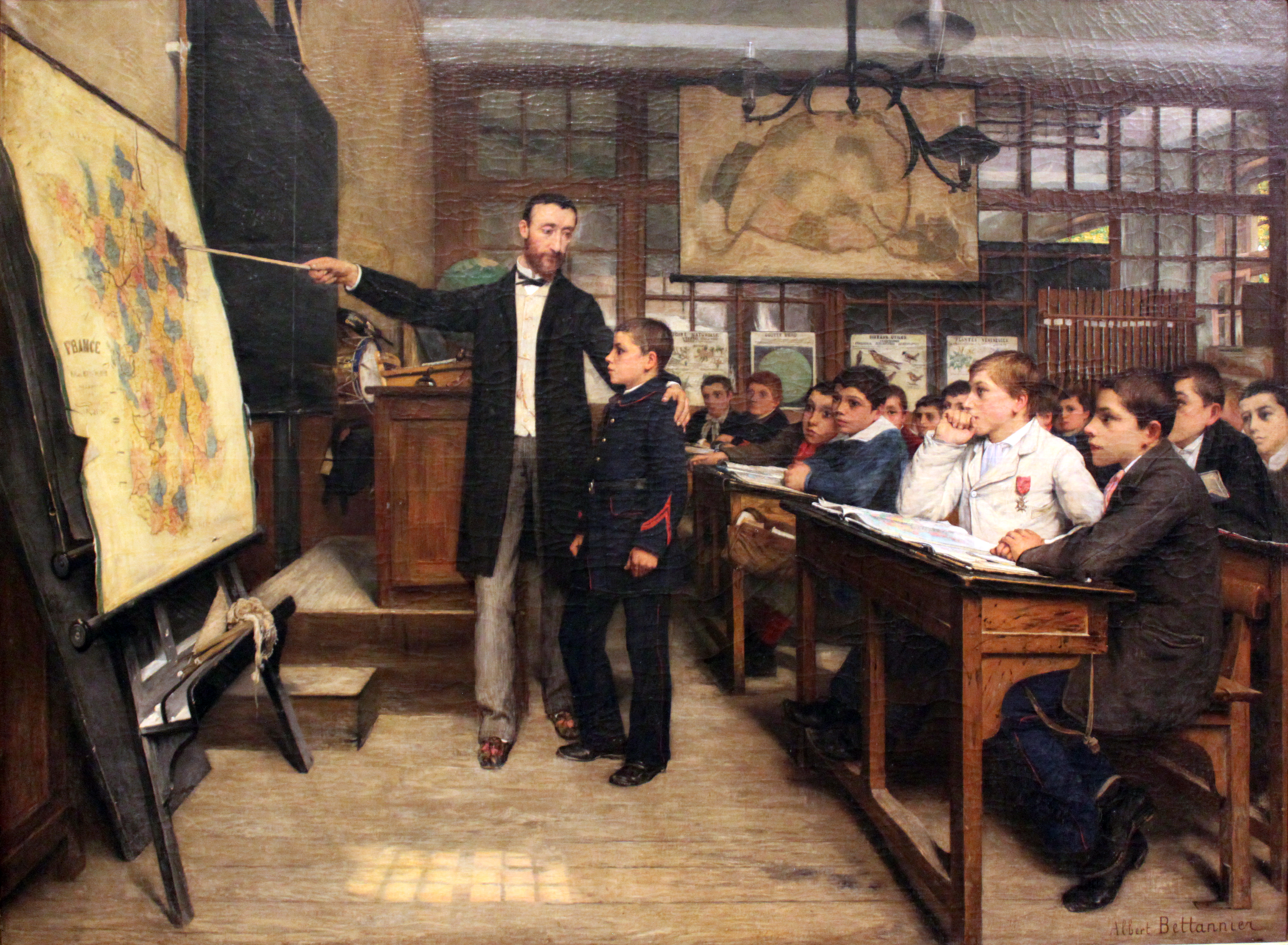
Vojenské cvičení pro chlapce ve Francii kolem roku 1887. (Učitel poukazuje na ztracená francouzská území).

Revanšismus (či revanšizmus; z francouzského: revanche „odplata“) je termín používaný od roku 1870 a od svého vzniku popisuje především politické cíle a zájmy změny hranic a navrácení ztracených území v důsledku války. Její projevy zahrnují tendenci odplácet, hlásání a prosazování odplaty, ideologie a politika odvety, hlásající útočnou válku k odčinění porážky.
Vznik revanšizmu souvisí s Prusko-francouzskou válkou a ztrátou francouzského území Alsaska-Lotrinska (1871), které bylo předmětem sporů a které zkomplikovalo vztahy mezi Francií a Německem na několik desetiletí. Německo dokončení svého sjednocení a založení německého císařství na potupu Francie vyhlásilo v Zrcadlovém sále Versailleského zámku. Pro Francii to znamenalo pád druhého císařství a jistý příklon k defétismu. Příležitost k odplatě a znovuzískání Alsaska-Lotrinska získala Francie po porážce Německa v první světové válce, podpisu příměří v Compiègne (1918) a versaillské smlouvy (1919), která Německu udílela tvrdé sankce a která byla opět podepsána v Zrcadlovém sále. Další změna ve prospěch nacistického Německa proběhla v roce 1940 po vyhrané bitvě o Francii a zániku francouzské třetí republiky. Příměří bylo v rámci revanšismu opět podepsáno v Compiègne ve stejném železničním vagonu jako příměří po porážce Německa. Druhá světová válka skončila bezpodmínečnou kapitulací Německa se spojenci a již se obešla bez podobných gest, Alsasko-Lotrinsko připadlo Francii. Po válce došlo k sblížení Francie a Západního Německa a toto sblížení se stalo základem evropské integrace, která je založená na předpokladu, že spolupráce je výhodnější než vést války o zisk území.